# Dempsey & Makepeace
Dempsey & Makepeace è una serie televisiva britannica in 30 episodi trasmessi per la prima volta nel corso di 3 stagioni dal 1985 al 1986.

## Trama
È una serie poliziesca incentrata sulle vicende del tenente James Dempsey (Michael Brandon) che viene spedito da New York a Londra ed integrato nel gruppo speciale SI10 dove diventa partner della detective Harriet Makepiece (Glynis Barber). La serie è tutta basata sui diversi tipi di approccio ai casi dei due: da un lato Dempsey, veterano della guerra del Vietnam secondo cui i metodi di Scotland Yard sono inadeguati e poco produttivi, dall'altro la laureata a Cambridge ligia alle regole. I due però, nel corso della serie, instaurearanno anche una relazione (anche nella realtà i due attori si sposarono).
Dempsey viene spedito a Londra dopo la morte del suo collega Joey in un'operazione anti-droga pasticciata e dopo la scoperta di elementi corrotti all'interno della polizia al più alto livello. Con l'aiuto dei suoi colleghi, lascia precipitosamente New York per Londra, con la scusa di un programma di scambio internazionale di polizia sotto copertura. Harriet "Harry" Makepeace è invece la figlia di Lord Winfield (Ralph Michael), che possiede una casa signorile in Gran Bretagna. Nel corso della serie si fa riferimento ad una sua precedente esperienza nell'esercito e nei servizi segreti. Il nonno di Harry viene indicato come un eccentrico collezionista di oggetti d'antiquariato vittoriani e rari. Harry ha fatto strada attraverso i ranghi della polizia, nonostante il sessismo dai suoi colleghi maschi e le esigenze fisiche del lavoro. Anche se vi è riluttanza iniziale su entrambi i lati, Harry e Dempsey lavorano come partner della task force specializzata e formano una buona squadra. La SI10 è sotto il comando di Spikings Gordon, interpretato da Ray Smith. Un altro ruolo regolare è quello di Chas, interpretato da Tony Osoba. Chas è addetto alle comunicazioni tra i due sul campo e gli uffici della Scotland Yard ma talvolta un ruolo più attivo.

## Personaggi e interpreti
- tenente James Dempsey (30 episodi, 1985-1986), interpretato da Michael Brandon.
- detective sergente Harriet (Harry) Makepeace (30 episodi, 1985-1986), interpretata da Glynis Barber.
- Chief Supt. Gordon Spikings (30 episodi, 1985-1986), interpretato da Ray Smith.
- detective sergente Chas Jarvis (27 episodi, 1985-1986), interpretato da Tony Osoba.
- Ex-Paratrooper (4 episodi, 1985-1986), interpretato da Gareth Milne.
- Lord Winfield (3 episodi, 1985), interpretato da Ralph Michael.
- detective sergente Watson (3 episodi, 1985), interpretato da Colin McFarlane.
- Ex-Paratrooper (3 episodi, 1985-1986), interpretato da Andy Bradford.
- D.S. Ward (3 episodi, 1986), interpretato da Jonathan Docker-Drysdale.
- Ex-Paratrooper (3 episodi, 1985-1986), interpretato da Nick Hobbs.
- Ex-Paratrooper (3 episodi, 1986), interpretato da Wayne Michaels.
- Boatman (3 episodi, 1985), interpretato da Roy Alon.
- Hitman (3 episodi, 1985-1986), interpretato da Peter Brace.

## Produzione
La serie, ideata da Ranald Graham, fu prodotta da Golden Eagle Films e London Weekend Television e girata a Londra e a New York. Le musiche furono composte da Alan Parker (tema musicale: Blind Eye della South Bank Orchestra). Due episodi hanno una lunghezza di un'ora e mezza circa: il primo è il pilota, Armed and Extremely Dangerous, il secondo è l'episodio principale della terza stagione, The Burning. Al culmine della popolarità della serie, durante la seconda stagione in particolare, la stampa scandalistica britannica perseguitò i protagonisti per le storie riguardanti il loro rapporto personale.

### Registi
Tra i registi della serie sono accreditati:
- Tony Wharmby (11 episodi, 1985)
- Baz Taylor (4 episodi, 1986)
- William Brayne (3 episodi, 1985)
- Gerry Mill (2 episodi, 1985)
- Graham Theakston (2 episodi, 1985)
- Roger Tucker (2 episodi, 1986)

## Distribuzione
La serie fu trasmessa nel Regno Unito dall'11 gennaio 1985 al 1º novembre 1986 sulla rete televisiva Independent Television. In Italia è stata trasmessa con il titolo Dempsey & Makepeace.
Alcune delle uscite internazionali sono state:
- nel Regno Unito l'11 gennaio 1985 (Dempsey & Makepeace)
- in Francia il 31 gennaio 1986 (Mission casse-cou)
- in Polonia il maggio 1988 ] (Dempsey i Makepeace na tropie)
- in Canada (Arme et charme)
- in Spagna (Como el perro y el gato)
- in Ungheria (Dempsey és Makepeace)
- in Australia (Dempsey and Makepeace)
- in Danimarca (Dempsey og Makepeace)
- in Finlandia (Taistelupari)
- in Italia (Dempsey & Makepeace)

## Episodi
| Stagione         | Episodi | Prima TV UK |
| ---------------- | ------- | ----------- |
| Prima stagione   | 10      | 1985        |
| Seconda stagione | 10      | 1985        |
| Terza stagione   | 10      | 1986        |